# سبتا (کانزاس)
سبتا (به انگلیسی: Sabetha) شهری در ایالت کانزاس کشور ایالات متحده آمریکا است که جمعیت آن در سرشماری سال ۲۰۱۰ میلادی، ۲٬۵۷۱ نفر بوده‌است.